# Eponym
Et eponym er et ord som er dannet ud fra et personnavn. Nogle gange bruges betegnelsen også om en person som noget er opkaldt efter.

## Eksempler
- Herostratisk er opkaldt efter Herostratos.
- Røntgenstråling er opkaldt efter Wilhelm Conrad Röntgen
- Downs syndrom er opkaldt efter John Langdon Down
- Uriaspost er opkaldt efter den bibelske person Urias
- Marxisme er opkaldt efter Karl Marx
- Dieselmotor er opkaldt efter Rudolf Diesel
- Leidenfrost-effekten er opkaldt efter Johann Gottlob Leidenfrost

| Sprog | Spire Denne artikel om sprog er en spire som bør udbygges. Du er velkommen til at hjælpe Wikipedia ved at udvide den. |